# Erica gnaphaloides
Erica gnaphaloides är en ljungväxtart som beskrevs av Carl Peter Thunberg. Erica gnaphaloides ingår i släktet klockljungssläktet, och familjen ljungväxter. Inga underarter finns listade i Catalogue of Life.